# Championnat du monde moins de 18 ans de hockey sur glace 2019
Navigation
Championnat du monde 2018 Championnat du monde 2020
Le Championnat du monde moins de 18 ans de hockey sur glace 2019 est la 21e édition de cette compétition organisée par la Fédération internationale de hockey sur glace (IIHF). 
Le tournoi de la Division Élite, regroupant les meilleures nations, a lieu du 18 au 28 avril 2019 à Örnsköldsvik et Umeå en Suède. Les divisions inférieures sont disputées indépendamment du groupe Élite.

## Format de compétition
Le groupe Élite comprend 10 équipes qui sont réparties en deux groupes de 5. Chaque groupe est disputé sous la forme d'un championnat à matches simples. Les 4 premiers de chaque groupe sont qualifiés pour les quarts de finale. Les derniers de chaque groupe participent au tour de relégation qui détermine l'équipe qui sera reléguée en Division IA lors de l’édition suivante.
Pour les autres divisions qui comptent chacune 6 équipes (sauf la IIIB qui n’en compte que 4), les nations s’affrontent entre elles et, à l'issue de la compétition, le premier est promu dans la division supérieure et le dernier est relégué dans la division inférieure, sauf en division IIIB où il n’y a pas de relégation. 
Pour toutes les divisions, la répartition des points est la suivante :
- 3 points pour une victoire dans le temps réglementaire ;
- 2 points pour une victoire en prolongation ou aux tirs de fusillade ;
- 1 point pour une défaite en prolongation ou aux tirs de fusillade ;
- 0 point pour une défaite dans le temps réglementaire.

## Division Élite

### Tour préliminaire

#### Résultats
| Pays        |      |       |     |      |       |
| ----------- | ---- | ----- | --- | ---- | ----- |
| Canada      |      | 11-1  | 6-2 | 5-3  | 7-4   |
| Biélorussie | 1-11 |       | 4-3 | 4-3  | 4-5 P |
| Tchéquie    | 2-6  | 3-4   |     | 4-2  | 8-2   |
| Finlande    | 3-5  | 3-4   | 2-4 |      | 12-0  |
| Suisse      | 4-7  | 5-4 P | 2-8 | 0-12 |       |

| Pays        |      |     |     |     |      |
| ----------- | ---- | --- | --- | --- | ---- |
| États-Unis  |      | 6-1 | 6-3 | 7-1 | 12-5 |
| SuèdeH      | 1-6  |     | 3-0 | 5-2 | 5-1  |
| Russie      | 3-6  | 0-3 |     | 5-1 | 6-3  |
| Lettonie IA | 1-7  | 2-5 | 1-5 |     | 2-0  |
| Slovaquie   | 5-12 | 1-5 | 3-6 | 0-2 |      |

IA : Promu de la Division IA   -   H : pays hôte   -   P : Prolongation

#### Classements
| Clt   | Équipe      | PJ | V | VP | D | DP | BP | BC | Diff | Pts |
| ----- | ----------- | -- | - | -- | - | -- | -- | -- | ---- | --- |
| +001, | Canada      | 4  | 4 | 0  | 0 | 0  | 29 | 10 | +19  | 12  |
| +002, | Biélorussie | 4  | 2 | 0  | 1 | 1  | 13 | 22 | -9   | 7   |
| +003, | Tchéquie    | 4  | 2 | 0  | 2 | 0  | 17 | 14 | +3   | 6   |
| +004, | Finlande    | 4  | 1 | 0  | 3 | 0  | 20 | 13 | +7   | 3   |
| +005, | Suisse      | 4  | 0 | 1  | 3 | 0  | 11 | 31 | -20  | 2   |

| Clt   | Équipe     | PJ | V | VP | D | DP | BP | BC | Diff | Pts |
| ----- | ---------- | -- | - | -- | - | -- | -- | -- | ---- | --- |
| +001, | États-Unis | 4  | 4 | 0  | 0 | 0  | 31 | 10 | +20  | 12  |
| +002, | Suède      | 4  | 3 | 0  | 1 | 0  | 14 | 9  | +5   | 9   |
| +003, | Russie     | 4  | 2 | 0  | 2 | 0  | 14 | 13 | +1   | 6   |
| +004, | Lettonie   | 4  | 1 | 0  | 3 | 0  | 6  | 17 | -11  | 3   |
| +005, | Slovaquie  | 4  | 0 | 0  | 4 | 0  | 9  | 25 | -16  | 0   |

- Qualifié pour les quarts de finale
- Joue le tour de relégation

### Tour de relégation
Le tour se joue au meilleur des 3 matches : la 1re équipe qui gagne 2 fois reste en Division Élite. Le perdant est relégué en Division IA.
| Date     | Équipe 1  | Score | Équipe 2  |
| -------- | --------- | ----- | --------- |
| 25 avril | Suisse    | 4-1   | Slovaquie |
| 27 avril | Slovaquie | 4-3   | Suisse    |
| 28 avril | Suisse    | 6-3   | Slovaquie |

### Phase finale
|  | Quarts de finale | Quarts de finale |            |            | Demi-finales           | Demi-finales           |     |  | Finale   | Finale   |
|  | Quarts de finale | Quarts de finale |            |            | Demi-finales           | Demi-finales           |     |  | Finale   | Finale   |
|  |                  |                  |            |            |                        |                        |     |  |          |          |
|  | 25 avril         | 25 avril         |            |            | 27 avril               | 27 avril               |     |  | 28 avril | 28 avril |
|  | 25 avril         | 25 avril         |            |            | 27 avril               | 27 avril               |     |  | 28 avril | 28 avril |
|  | Canada           | 3                |            |            | 27 avril               | 27 avril               |     |  | 28 avril | 28 avril |
|  | Canada           | 3                |            |            | 27 avril               | 27 avril               |     |  | 28 avril | 28 avril |
|  | Lettonie         | 1                |            |            | 27 avril               | 27 avril               |     |  | 28 avril | 28 avril |
|  | Lettonie         | 1                | Canada     | 3          |                        |                        |     |  | 28 avril | 28 avril |
|  | 25 avril         |                  | Canada     | 3          |                        |                        |     |  | 28 avril | 28 avril |
|  |                  | Suède            | 4          |            |                        |                        |     |  | 28 avril | 28 avril |
|  | Suède            | Suède            | 4          | 4          |                        |                        |     |  | 28 avril | 28 avril |
|  | Suède            |                  |            | 4          |                        |                        |     |  | 28 avril | 28 avril |
|  | Tchéquie         | 2                |            |            |                        |                        |     |  | 28 avril | 28 avril |
|  | Tchéquie         | 2                | Suède      | 4P         |                        |                        |     |  |          |          |
|  | 25 avril         |                  | Suède      | 4P         |                        |                        |     |  |          |          |
|  |                  | Russie           | 3          |            |                        |                        |     |  |          |          |
|  | États-Unis       | Russie           | 3          | 6          |                        |                        |     |  |          |          |
|  | États-Unis       | 27 avril         |            | 6          |                        |                        |     |  |          |          |
|  | Finlande         | 0                |            |            |                        |                        |     |  |          |          |
|  | Finlande         | 0                | États-Unis | 2          |                        |                        |     |  |          |          |
|  | 25 avril         | 25 avril         | États-Unis | 2          | Match pour la 3e place | Match pour la 3e place |     |  |          |          |
|  | 25 avril         | 25 avril         |            | Russie     | Match pour la 3e place | Match pour la 3e place | 3 F |  |          |          |
|  | Biélorussie      | 0                | 28 avril   | 28 avril   |                        |                        | 3 F |  |          |          |
|  | Biélorussie      | 0                | 28 avril   | 28 avril   |                        |                        |     |  |          |          |
|  | Russie           | 6                |            | États-Unis | 5                      |                        |     |  |          |          |
|  | Russie           | 6                |            | États-Unis | 5                      |                        |     |  |          |          |
|  |                  |                  |            |            |                        |                        |     |  | Canada   | 2        |
|  |                  |                  |            |            |                        |                        |     |  | Canada   | 2        |

P : prolongation - F : tirs de fusillade

### Classement final
| Place              | Équipe      |
| ------------------ | ----------- |
| Médaille d'or      | Suède       |
| Médaille d'argent  | Russie      |
| Médaille de bronze | États-Unis  |
| 4                  | Canada      |
| 5                  | Biélorussie |
| 6                  | Tchéquie    |
| 7                  | Finlande    |
| 8                  | Lettonie    |
| 9                  | Suisse      |
| 10                 | Slovaquie   |

- Relégué en Division IA

## Autres divisions

### Division IA
Le tournoi de la Division IA se déroule à Grenoble en France du 14 au 20 avril 2019.
| Clt   | Équipe     | PJ | V | VP | D | DP | BP | BC | Diff | Pts |
| ----- | ---------- | -- | - | -- | - | -- | -- | -- | ---- | --- |
| +001, | Allemagne  | 5  | 5 | 0  | 0 | 0  | 38 | 12 | +26  | 15  |
| +002, | Kazakhstan | 5  | 3 | 1  | 1 | 0  | 23 | 12 | +11  | 11  |
| +003, | Danemark   | 5  | 3 | 0  | 1 | 1  | 17 | 14 | +3   | 10  |
| +004, | Norvège    | 5  | 2 | 0  | 3 | 0  | 13 | 17 | -4   | 6   |
| +005, | France     | 5  | 0 | 1  | 4 | 0  | 12 | 25 | -13  | 2   |
| +006, | Ukraine    | 5  | 0 | 0  | 4 | 1  | 7  | 30 | -23  | 1   |

| Pays |      |       |       |     |       |       |
|      |      | 5-2   | 5-2   | 6-4 | 9-3   | 13-1  |
|      | 2-5  |       | 3-2 F | 5-2 | 7-2   | 6-1   |
|      | 2-5  | 2-3 F |       | 2-1 | 5-3   | 6-2   |
|      | 4-6  | 2-5   | 1-2   |     | 3-2   | 3-2   |
|      | 3-9  | 2-7   | 3-5   | 2-3 |       | 2-1 P |
|      | 1-13 | 1-6   | 2-6   | 2-3 | 1-2 P |       |

Pour les significations des abréviations, voir statistiques du hockey sur glace.
- Promu en Division Élite
- Relégué en Division IB
- P : Prolongation
- F : Fusillade

### Division IB
Le tournoi de la Division IB se déroule à Székesfehérvár en Hongrie du 14 au 20 avril 2019.
| Clt   | Équipe          | PJ | V | VP | D | DP | BP | BC | Diff | Pts |
| ----- | --------------- | -- | - | -- | - | -- | -- | -- | ---- | --- |
| +001, | Japon           | 5  | 4 | 0  | 1 | 0  | 18 | 12 | +6   | 12  |
| +002, | Autriche        | 5  | 3 | 1  | 1 | 0  | 22 | 7  | +15  | 11  |
| +003, | Hongrie         | 5  | 2 | 0  | 2 | 1  | 18 | 16 | +2   | 7   |
| +004, | Italie          | 5  | 2 | 0  | 3 | 0  | 10 | 18 | -8   | 6   |
| +005, | Slovénie        | 5  | 1 | 1  | 3 | 0  | 6  | 16 | -10  | 5   |
| +006, | Grande-Bretagne | 5  | 1 | 0  | 3 | 1  | 13 | 18 | -5   | 4   |

| Pays |     |       |       |     |       |       |
|      |     | 3-2   | 3-5   | 3-2 | 4-0   | 5-3   |
|      | 2-3 |       | 3-1   | 7-0 | 7-1   | 3-2 P |
|      | 5-3 | 1-3   |       | 7-3 | 1-2 F | 4-5   |
|      | 2-3 | 0-7   | 3-7   |     | 2-0   | 3-1   |
|      | 0-4 | 1-7   | 2-1 F | 0-2 |       | 3-2   |
|      | 3-5 | 2-3 P | 5-4   | 1-3 | 2-3   |       |

Pour les significations des abréviations, voir statistiques du hockey sur glace.
- Promu en Division IA
- Relégué en Division IIA
- P : Prolongation
- F : Fusillade

### Division IIA
Le tournoi de la Division IIA se déroule à Elektrėnai en Lituanie du 7 au 13 avril 2019.
| Clt   | Équipe       | PJ | V | VP | D | DP | BP | BC | Diff | Pts |
| ----- | ------------ | -- | - | -- | - | -- | -- | -- | ---- | --- |
| +001, | Pologne      | 5  | 5 | 0  | 0 | 0  | 36 | 4  | +32  | 15  |
| +002, | Lituanie     | 5  | 4 | 0  | 1 | 0  | 21 | 15 | +6   | 12  |
| +003, | Estonie      | 5  | 3 | 0  | 2 | 0  | 21 | 19 | +2   | 9   |
| +004, | Roumanie     | 5  | 1 | 1  | 3 | 0  | 17 | 24 | -7   | 5   |
| +005, | Corée du Sud | 5  | 1 | 0  | 4 | 0  | 17 | 19 | -2   | 3   |
| +006, | Espagne      | 5  | 0 | 0  | 4 | 1  | 6  | 37 | -31  | 1   |

| Pays |      |     |     |       |      |       |
|      |      | 7-1 | 8-2 | 3-1   | 5-0  | 13-0  |
|      | 1-7  |     | 6-3 | 8-3   | 2-1  | 4-1   |
|      | 2-8  | 3-6 |     | 5-2   | 6-2  | 5-1   |
|      | 1-3  | 3-8 | 2-5 |       | 6-4  | 5-4 P |
|      | 0-5  | 1-2 | 2-6 | 4-6   |      | 10-0  |
|      | 0-13 | 1-4 | 1-5 | 4-5 P | 0-10 |       |

Pour les significations des abréviations, voir statistiques du hockey sur glace.
- Promu en Division IB
- Relégué en Division IIB
- P : Prolongation

### Division IIB
Le tournoi de la Division IIB se déroule à Belgrade en Serbie du 25 au 3 mars 2019.
| Clt   | Équipe    | PJ | V | VP | D | DP | BP | BC | Diff | Pts |
| ----- | --------- | -- | - | -- | - | -- | -- | -- | ---- | --- |
| +001, | Serbie    | 5  | 4 | 0  | 0 | 1  | 31 | 10 | +21  | 13  |
| +002, | Chine     | 5  | 4 | 0  | 1 | 0  | 18 | 15 | +3   | 12  |
| +003, | Pays-Bas  | 5  | 3 | 1  | 1 | 0  | 13 | 9  | +4   | 11  |
| +004, | Croatie   | 5  | 2 | 0  | 3 | 0  | 16 | 14 | +2   | 6   |
| +005, | Australie | 5  | 1 | 0  | 4 | 0  | 12 | 21 | -9   | 3   |
| +006, | Belgique  | 5  | 0 | 0  | 5 | 0  | 12 | 33 | -21  | 0   |

| Pays |       |     |       |     |     |      |
|      |       | 6-1 | 1-2 P | 4-1 | 8-4 | 12-2 |
|      | 1-6   |     | 3-2   | 4-1 | 4-2 | 6-4  |
|      | 2-1 P | 2-3 |       | 3-2 | 2-1 | 4-2  |
|      | 1-4   | 1-4 | 2-3   |     | 5-1 | 7-2  |
|      | 4-8   | 2-4 | 1-2   | 1-5 |     | 4-2  |
|      | 2-12  | 4-6 | 2-4   | 2-7 | 2-4 |      |

Pour les significations des abréviations, voir statistiques du hockey sur glace.
- Promu en Division IIA
- Relégué en Division IIIA
- P : Prolongation

### Division IIIA
Le tournoi de la Division IIIA se déroule à Sofia en Bulgarie du 25 au 31 mars 2019.
| Clt   | Équipe           | PJ | V | VP | D | DP | BP | BC | Diff | Pts |
| ----- | ---------------- | -- | - | -- | - | -- | -- | -- | ---- | --- |
| +001, | Bulgarie         | 5  | 4 | 1  | 0 | 0  | 21 | 11 | +10  | 14  |
| +002, | Israël           | 5  | 2 | 1  | 1 | 1  | 17 | 13 | +4   | 9   |
| +003, | Islande          | 5  | 3 | 0  | 2 | 0  | 23 | 16 | +7   | 9   |
| +004, | Turquie          | 5  | 3 | 0  | 2 | 0  | 14 | 13 | +1   | 9   |
| +005, | Mexique          | 5  | 0 | 1  | 4 | 0  | 8  | 20 | -12  | 2   |
| +006, | Nouvelle-Zélande | 5  | 0 | 0  | 3 | 2  | 13 | 23 | -10  | 2   |

| Pays |       |       |     |     |       |       |
|      |       | 3-2 P | 7-5 | 4-2 | 2-1   | 5-1   |
|      | 2-3 P |       | 4-2 | 2-3 | 5-2   | 4-3 P |
|      | 5-7   | 2-4   |     | 5-2 | 5-0   | 6-3   |
|      | 2-4   | 3-2   | 2-5 |     | 4-0   | 3-2   |
|      | 1-2   | 2-5   | 0-5 | 0-4 |       | 5-4 F |
|      | 1-5   | 3-4 P | 3-6 | 2-3 | 4-5 F |       |

Pour les significations des abréviations, voir statistiques du hockey sur glace.
- Promu en Division IIB
- Relégué en Division IIIB
- P : Prolongation
- F : Fusillade

### Division IIIB
Le tournoi de la Division IIIB se déroule au Cap en Afrique du Sud du 9 au 12 avril 2019.
| Clt   | Équipe         | PJ | V | VP | D | DP | BP | BC | Diff | Pts |
| ----- | -------------- | -- | - | -- | - | -- | -- | -- | ---- | --- |
| +001, | Taipei chinois | 3  | 3 | 0  | 0 | 0  | 22 | 5  | +17  | 9   |
| +002, | Hong Kong      | 3  | 2 | 0  | 1 | 0  | 11 | 15 | -4   | 6   |
| +003, | Afrique du Sud | 3  | 0 | 1  | 2 | 0  | 13 | 15 | -2   | 2   |
| +004, | Luxembourg     | 3  | 0 | 0  | 2 | 1  | 8  | 19 | -11  | 1   |

| Pays |     |     |       |       |
|      |     | 9-1 | 4-2   | 9-2   |
|      | 1-9 |     | 6-5   | 4-1   |
|      | 2-4 | 5-6 |       | 6-5 F |
|      | 2-9 | 1-4 | 5-6 F |       |

Pour les significations des abréviations, voir statistiques du hockey sur glace.
- Promu en Division IIIA
- F : Fusillade